# Longitarsus kutscherae
Longitarsus kutscherae là một loài bọ cánh cứng trong họ Chrysomelidae. Loài này được Rye miêu tả khoa học năm 1872.